# Vladan Vukosavljević
Vladan Vukosavljević (Jagodina, 6. listopada 1984.) srbijanski je profesionalni košarkaš. Visok je 2,06 m i težak 130 kg. Igra na poziciji centra.

## Karijera
Karijeru je započeo 2002. u Crvenoj zvezdi, u kojoj provodi samo jednu sezonu. Odlazi u OKK Beograd, a tamo se zadržava samo jednu polusezonu prije odlaska u Lovćen. Naposljetku se vratio u Crvenu zvezdu odakle 2005. odlazi u Hemofarma.

## Univerzijada
Član je Univerzitetske reprezentacije Srbije, s kojom se je 2007. natjecao na Univerzijadi u Bangkoku.

## Vanjske poveznice
- Profil[neaktivna poveznica] na kk.hemofarm.com
- Profil na NLB.com
- Profil[neaktivna poveznica] na draftexpress.com